# جيمس فليتشير (رجل أعمال)
جيمس فليتشير (بالإنجليزية: James Fletcher)‏ هو شخصية أعمال نيوزيلندي، ولد في 29 مارس 1886، وتوفي في 12 أغسطس 1974.